# Patricia Encinas
Patricia Encinas Guardado (* 14. September 1992 in Getafe, Spanien) ist eine spanische Handballspielerin, die dem Kader der spanischen Beachhandballnationalmannschaft angehört.

## Karriere

### Hallenhandball
Encinas spielte bis zum Jahr 2016 in ihrer Geburtsstadt bei BM Getasur. Während ihrer Jugendzeit lief sie 17-mal für die spanische Juniorinnenauswahl auf, mit der sie an der U-20-Weltmeisterschaft 2012 teilnahm. Ihre erste Erstligastation war der Hauptstadtverein Balonmano Base Villaverde, bei dem sie in der Saison 2016/17 unter Vertrag stand. Daraufhin wechselte die Torhüterin zum Zweitligisten Helvetia BM. Alcobendas, mit dem sie ein Jahr später aufstieg. In der Saison 2019/20 erzielte sie einen Treffer.
Encinas schloss sich im Sommer 2020 dem Erstligisten Club Balonmano Elche an, mit dem sie auf europäischer Ebene am EHF European Cup 2020/21 teilnahm. Mit Elche gewann sie 2021 die Copa de la Reina, den spanischen Pokalwettbewerb. Nachdem Encinas in der Saison 2021/22 für den Erstligisten Club Balonmano Morvedre aufgelaufen war, schloss sie sich dem Erstligaaufsteiger Club Deportivo Beti Onak an.

### Beachhandball
Encinas gab ihr Länderspieldebüt für die spanische Beachhandballnationalmannschaft am 19. Oktober 2009 in einem Testspiel gegen Brasilien. Nachdem Encinas anfangs nur Testspiele für Spanien bestritten hatte, folgten Turnierteilnahmen bei der Europameisterschaft 2011, bei der Europameisterschaft 2013,  bei der Weltmeisterschaft 2014 und bei der Europameisterschaft 2015. Bei Weltmeisterschaft 2016 gewann sie die Goldmedaille. Im Halbfinale gegen den Titelfavoriten Norwegen hatte sie mit ihren Paraden einen großen Anteil am Erfolg. Im darauffolgenden Jahr belegte sie mit Spanien den dritten Platz bei der Europameisterschaft. Nachdem Encinas bei den Teilnahmen an der Weltmeisterschaft 2018 und an der Europameisterschaft 2019 keinen Podestplatz erreichen konnte, belegte sie bei der Europameisterschaft 2021 den dritten Platz. Bei der Weltmeisterschaft 2022 scheiterte sie im Finale an Deutschland. Encinas wurde als beste Torhüterin in das All-Star-Team gewählt. Bei der Weltmeisterschaft 2024, die Spanien auf dem fünften Platz abschloss, wurde sie erneut in das All-Star-Team berufen.
Encinas trug gemeinsam mit dem Kanuten Carlos Arévalo die spanische Fahne bei der Eröffnungsfeier der Europaspiele 2023. Im Finale des Beachhandballturniers unterlag sie mit der spanischen Auswahl gegen Dänemark. Mit Spanien verpasste Encinas im darauffolgenden Jahr einen Podestplatz bei der Weltmeisterschaft, dennoch wurde sie zur besten Torhüterin des Turniers geehrt. Bislang bestritt Encinas 135 Länderspiele für Spanien, in denen sie 238 Punkte erzielte. Im Jahr 2025 gewann sie die Goldmedaille bei der Beachhandball-Europameisterschaft sowie die Bronzemedaille bei den World Games.